# Gant doré (champ extérieur)

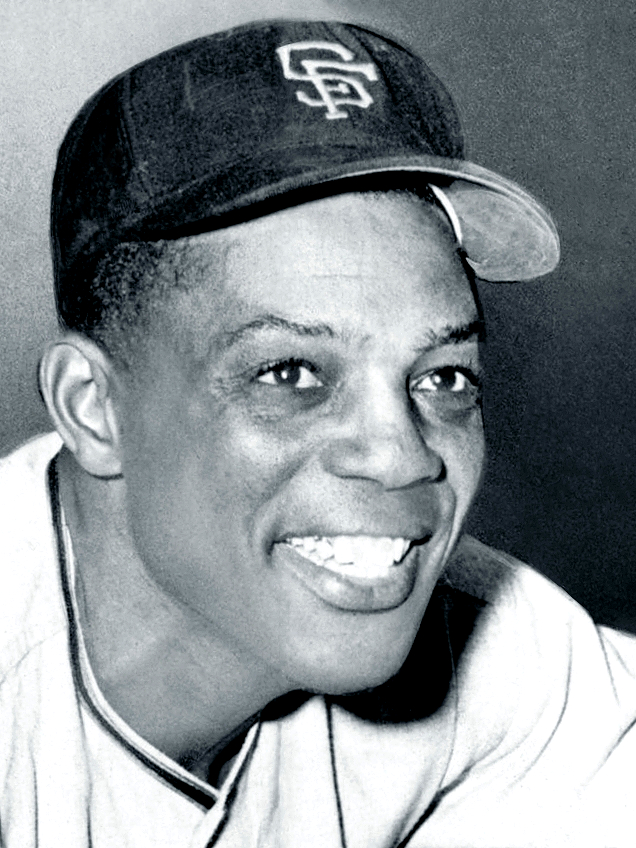
Willie Mays (photo) et Roberto Clemente partagent le record de 12 Gants dorés au poste de voltigeur.

Le Gant doré (en anglais Gold Glove) est un prix décerné annuellement depuis 1957 aux joueurs des Ligues majeures de baseball qui ont démontré les meilleures qualités défensives.
Chaque année, 18 Gants dorés sont attribués, un pour chaque position de chaque ligue.
Le trophée associé au prix est commandité par Rawlings, une compagnie américaine spécialisée dans la commercialisation de produits associés au baseball. Le titre officiel du prix est Rawlings Gold Glove Award.

## Liste complète des gagnants
En 1957, le meilleur joueur des deux ligues majeures reçoit un Gant doré à chaque position sur le terrain. Dès 1958, pour chaque position un Gant doré est décerné pour un joueur de la Ligue nationale, et un autre pour un joueur de la Ligue américaine.

### 1957 à 1960

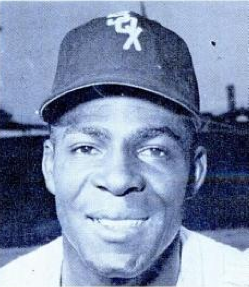
Minnie Miñoso (photo) fait partie du premier trio de gagnants avec Willie Mays et Al Kaline.

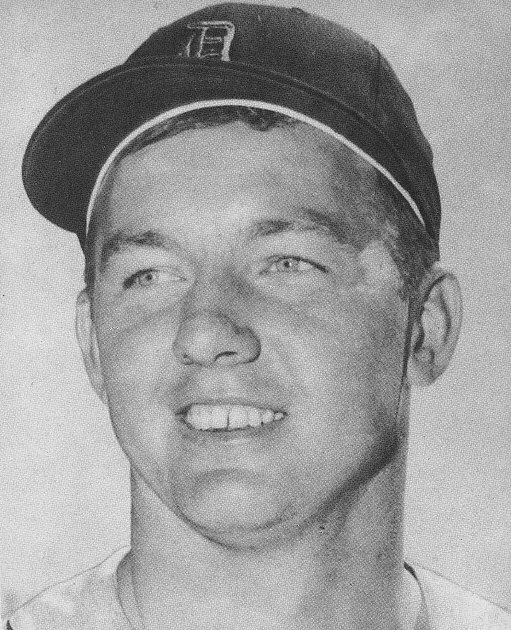
Al Kaline (photo) fait partie du premier trio de gagnants avec Minnie Miñoso et Willie Mays.

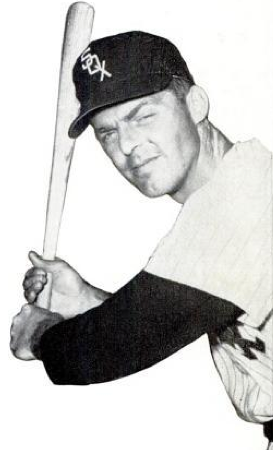
Jim Landis gagne 5 Gants dorés consécutifs de 1960 à 1964.

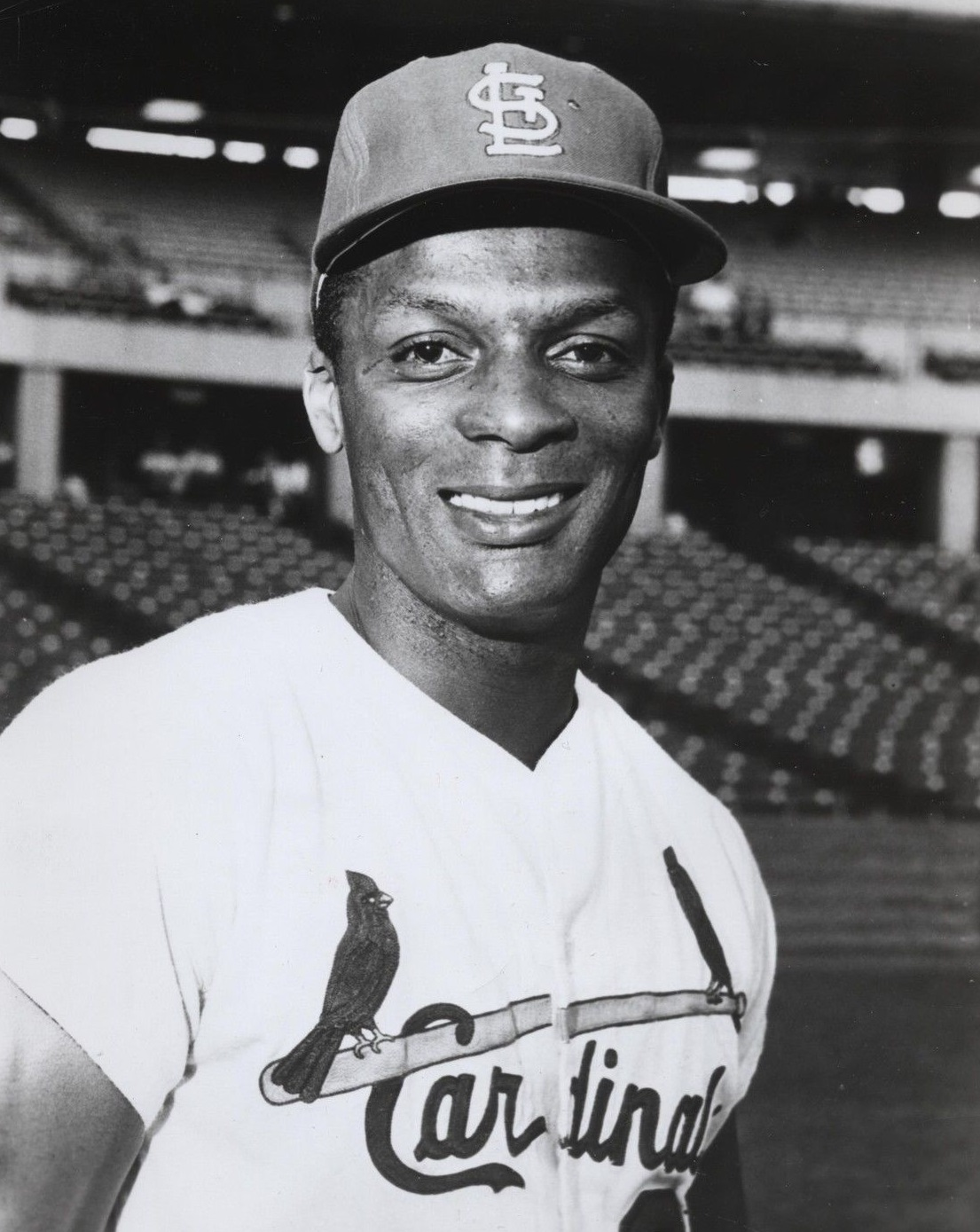
Curt Flood gagne 7 Gants dorés de 1963 à 1969.

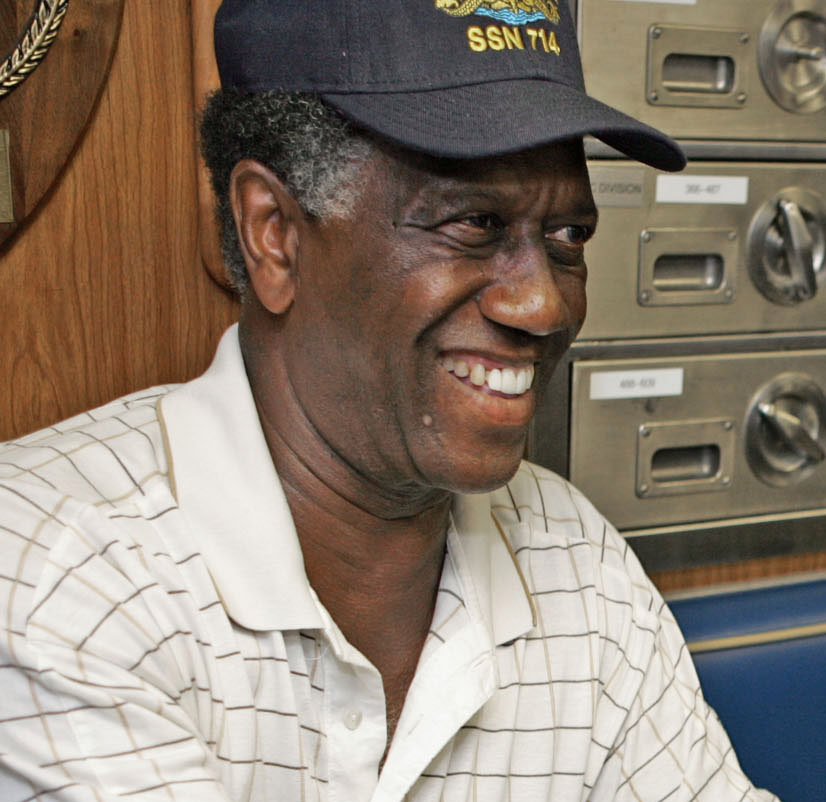
Paul Blair (photographié en 2007) gagne 8 Gants dorés de 1967 à 1975.

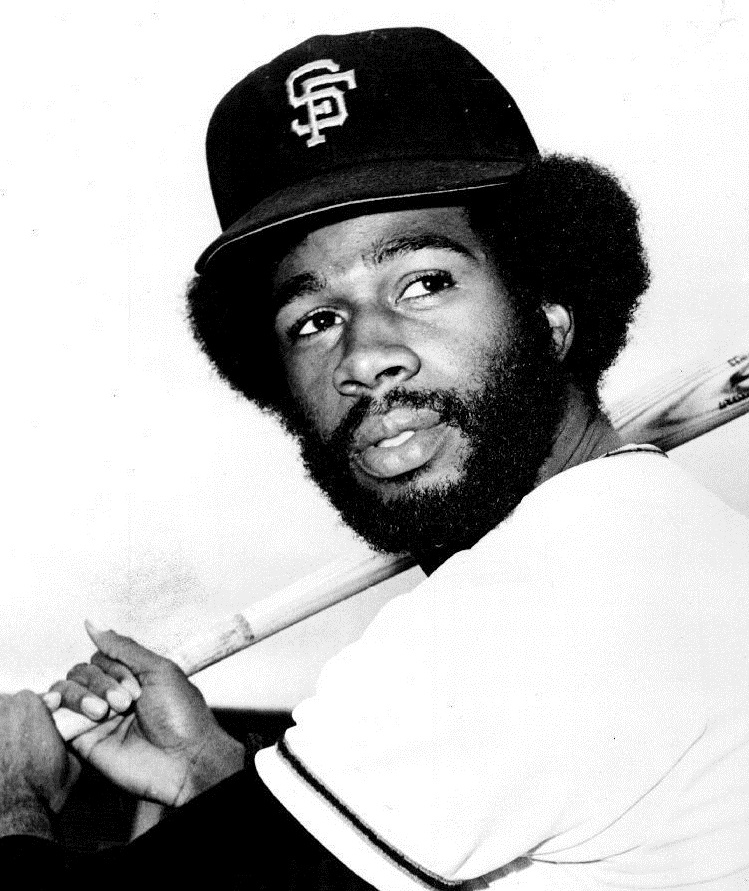
Garry Maddox gagne 8 Gants dorés de 1975 à 1982.

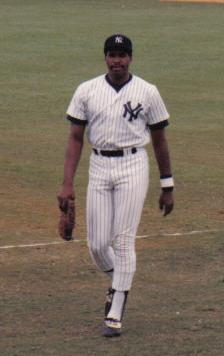
Dave Winfield gagne deux Gants dorés avec les Padres de San Diego et cinq avec les Yankees de New York.

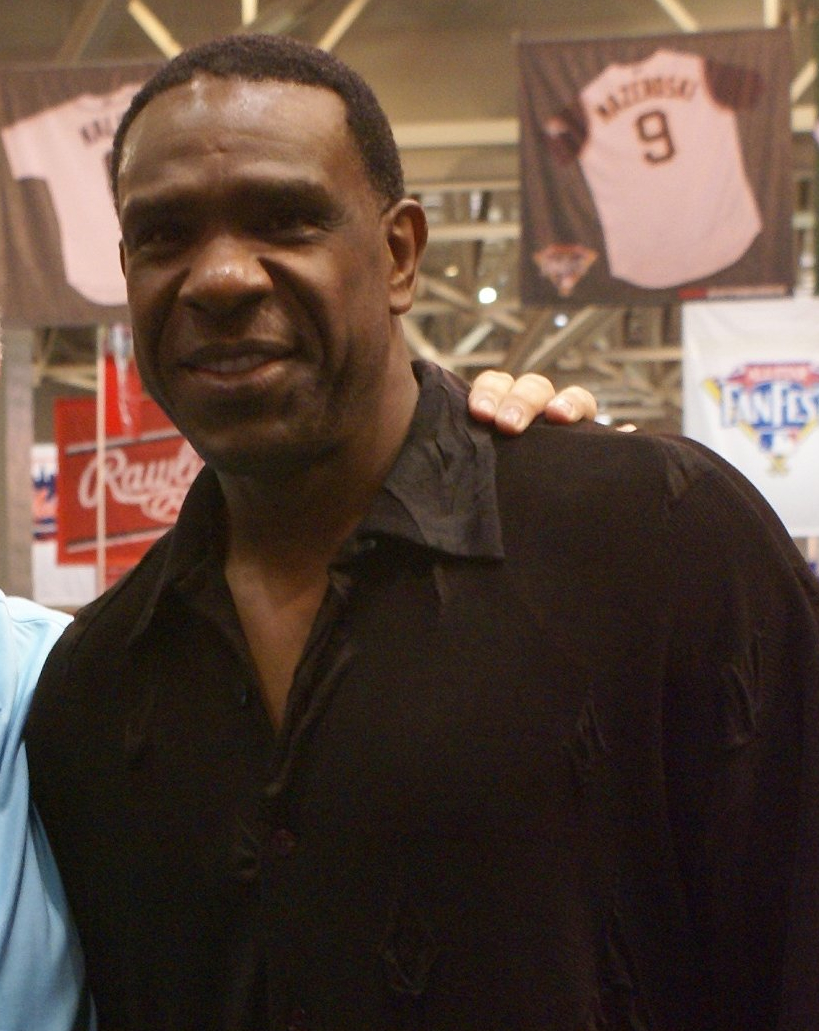
Andre Dawson gagne 6 Gants dorés pour les Expos de Montréal et deux pour les Cubs de Chicago.

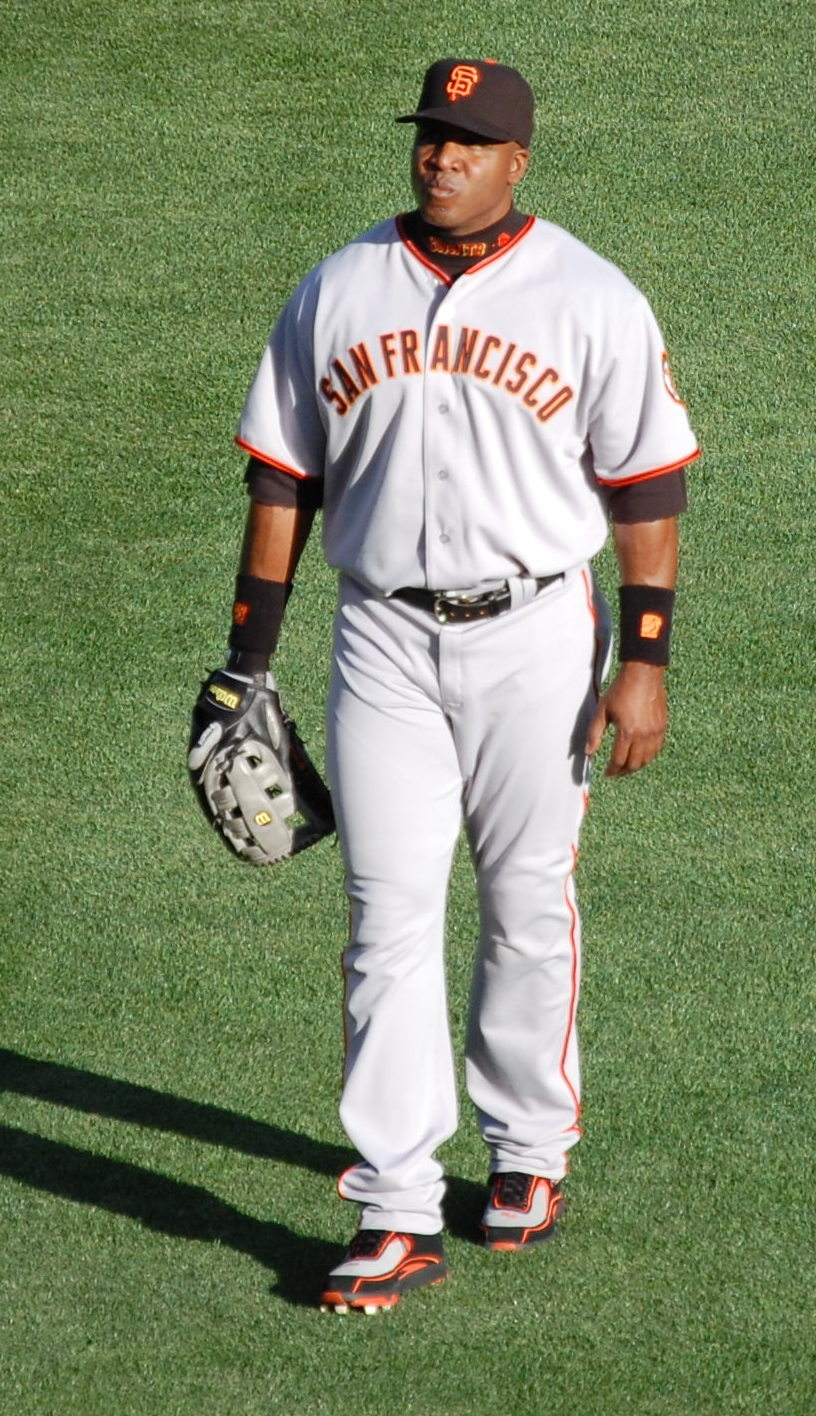
Barry Bonds reçoit 8 Gants dorés de 1990 à 1998.

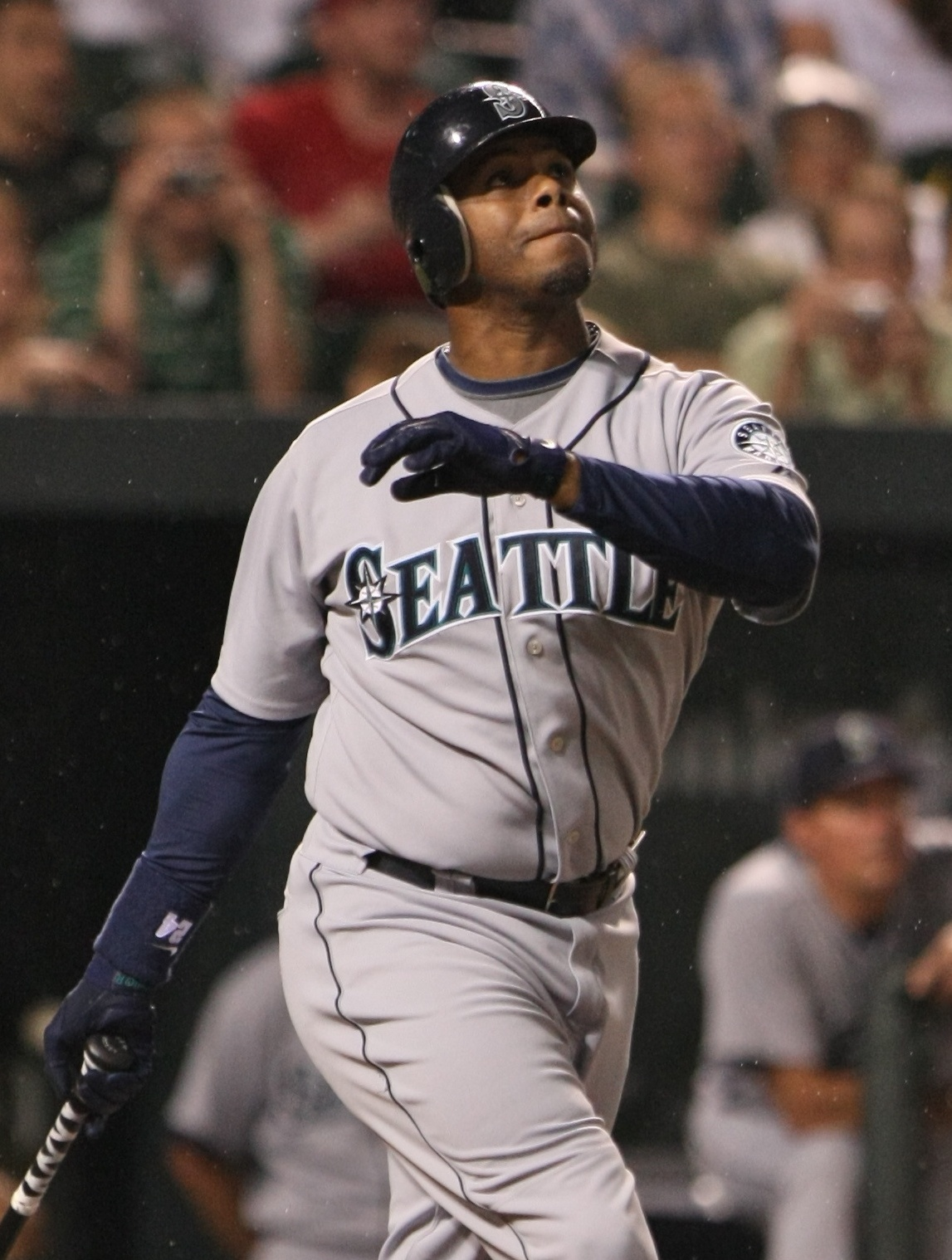
Ken Griffey, Jr. gagne 10 Gants dorés de suite pour les Mariners de Seattle de 1990 à 1999.

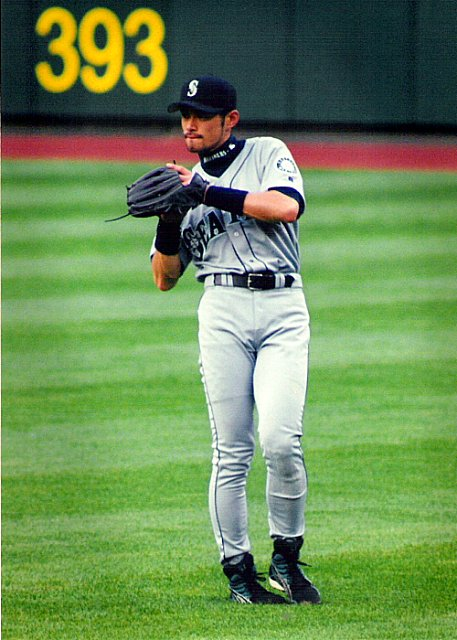
De 2001 à 2010, Ichiro Suzuki gagne 10 Gants dorés de suite pour les Mariners de Seattle.

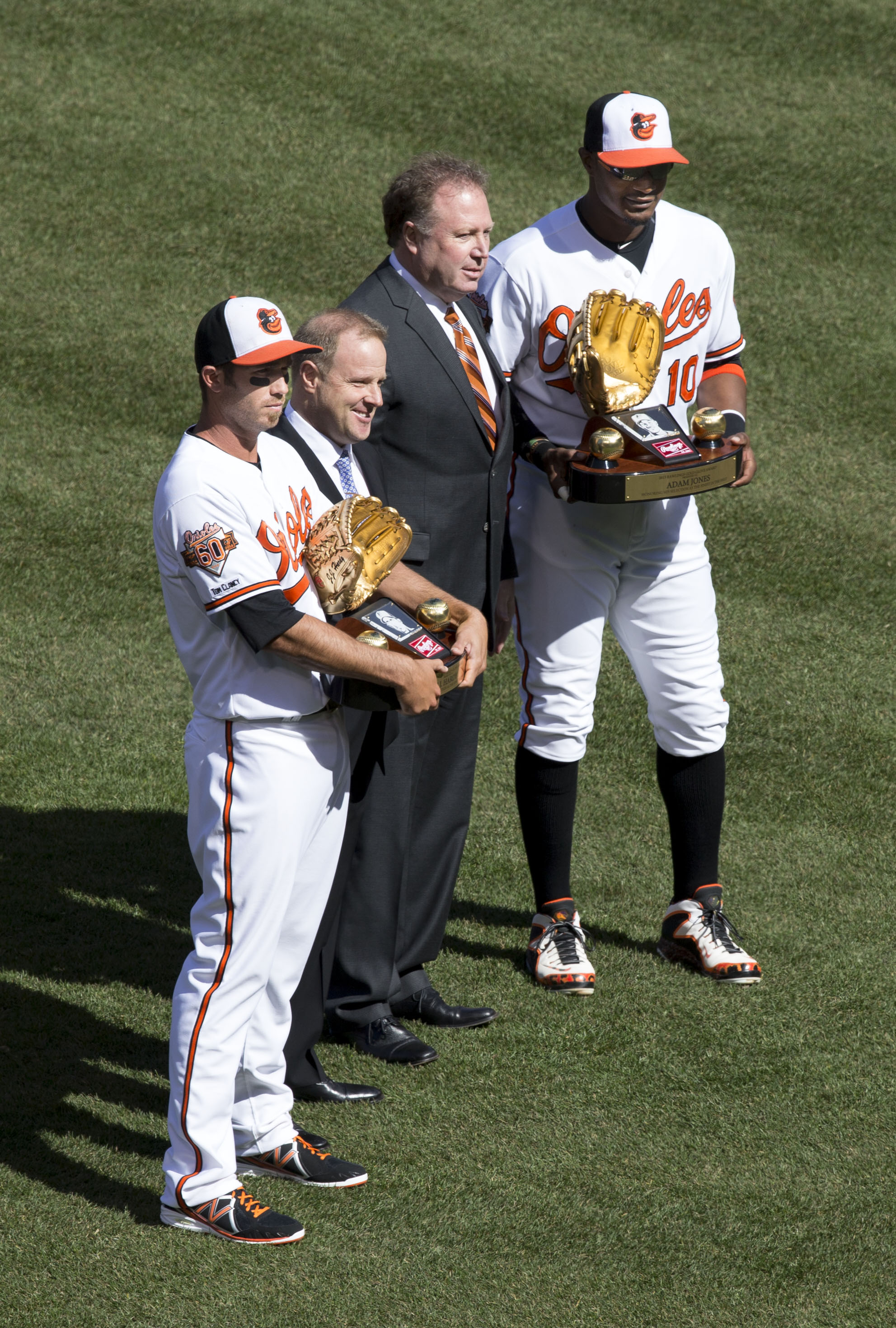
Adam Jones (à droite) pose avec l'un de ses Gants dorés, remporté en 2013.

De 1957 à 1960, un Gant doré est remis pour un joueur de champ gauche, un joueur de champ centre, et un joueur de champ droit.
| Année | Champ  | Ligue nationale | Équipe (s)              | Ligue américaine   | Équipe (s)           |
| ----- | ------ | --------------- | ----------------------- | ------------------ | -------------------- |
| 1957  | Gauche | —               | —                       | Minnie Miñoso (1)  | White Sox de Chicago |
| 1957  | Centre | Willie Mays (1) | Giants de New York      | —                  | —                    |
| 1957  | Droit  | —               | —                       | Al Kaline (1)      | Tigers de Détroit    |
| 1958  | Gauche | Frank Robinson  | Reds de Cincinnati      | Norm Siebern       | Yankees de New York  |
| 1958  | Centre | Willie Mays (2) | Giants de New York      | Jimmy Piersall (1) | Red Sox de Boston    |
| 1958  | Droit  | Hank Aaron (1)  | Braves de Milwaukee     | Al Kaline (2)      | Tigers de Détroit    |
| 1959  | Gauche | Jackie Brandt   | Giants de San Francisco | Minnie Miñoso (2)  | Indians de Cleveland |
| 1959  | Centre | Willie Mays (3) | Giants de San Francisco | Al Kaline (3)      | Tigers de Détroit    |
| 1959  | Droit  | Hank Aaron (2)  | Braves de Milwaukee     | Jackie Jensen      | Red Sox de Boston    |
| 1960  | Gauche | Wally Moon      | Dodgers de Los Angeles  | Minnie Miñoso (3)  | White Sox de Chicago |
| 1960  | Centre | Willie Mays (4) | Giants de San Francisco | Jim Landis (1)     | White Sox de Chicago |
| 1960  | Droit  | Hank Aaron (3)  | Braves de Milwaukee     | Roger Maris        | Yankees de New York  |

### 1961 à 2010
À partir de 1961 et jusqu'en 2010, les trois Gants dorés sont remis aux trois joueurs de champ extérieur jugés les meilleurs défensivement dans chaque ligue, indépendamment de leur position exacte (gauche, centre ou droit).
En 1985 dans la Ligue américaine, quatre voltigeurs plutôt que trois sont exceptionnellement récompensés, deux d'entre eux ayant reçu le même nombre de votes pour le troisième et dernier Gant doré.
| Année | Ligue nationale       | Équipe (s)                    | Ligue américaine                   | Équipe (s)                            |
| ----- | --------------------- | ----------------------------- | ---------------------------------- | ------------------------------------- |
| 1961  | Roberto Clemente (1)  | Pirates de Pittsburgh         | Al Kaline (4)                      | Tigers de Détroit                     |
| 1961  | Vada Pinson           | Reds de Cincinnati            | Jim Landis (2)                     | White Sox de Chicago                  |
| 1961  | Willie Mays (5)       | Giants de San Francisco       | Jimmy Piersall (2)                 | Indians de Cleveland                  |
| 1962  | Roberto Clemente (2)  | Pirates de Pittsburgh         | Al Kaline (5)                      | Tigers de Détroit                     |
| 1962  | Bill Virdon           | Pirates de Pittsburgh         | Jim Landis (3)                     | White Sox de Chicago                  |
| 1962  | Willie Mays (6)       | Giants de San Francisco       | Mickey Mantle                      | Yankees de New York                   |
| 1963  | Roberto Clemente (3)  | Pirates de Pittsburgh         | Al Kaline (6)                      | Tigers de Détroit                     |
| 1963  | Curt Flood (1)        | Cardinals de Saint-Louis      | Carl Yastrzemski (1)               | Red Sox de Boston                     |
| 1963  | Willie Mays (7)       | Giants de San Francisco       | Jim Landis (4)                     | White Sox de Chicago                  |
| 1964  | Roberto Clemente (4)  | Pirates de Pittsburgh         | Al Kaline (7)                      | Tigers de Détroit                     |
| 1964  | Curt Flood (2)        | Cardinals de Saint-Louis      | Jim Landis (5)                     | White Sox de Chicago                  |
| 1964  | Willie Mays (8)       | Giants de San Francisco       | Vic Davalillo                      | Indians de Cleveland                  |
| 1965  | Roberto Clemente (5)  | Pirates de Pittsburgh         | Al Kaline (8)                      | Tigers de Détroit                     |
| 1965  | Curt Flood (3)        | Cardinals de Saint-Louis      | Carl Yastrzemski (2)               | Red Sox de Boston                     |
| 1965  | Willie Mays (9)       | Giants de San Francisco       | Tom Tresh                          | Yankees de New York                   |
| 1966  | Roberto Clemente (6)  | Pirates de Pittsburgh         | Al Kaline (9)                      | Tigers de Détroit                     |
| 1966  | Curt Flood (4)        | Cardinals de Saint-Louis      | Tommie Agee (1)                    | White Sox de Chicago                  |
| 1966  | Willie Mays (10)      | Giants de San Francisco       | Tony Oliva                         | Twins du Minnesota                    |
| 1967  | Roberto Clemente (7)  | Pirates de Pittsburgh         | Al Kaline (10)                     | Tigers de Détroit                     |
| 1967  | Curt Flood (5)        | Cardinals de Saint-Louis      | Carl Yastrzemski (3)               | Red Sox de Boston                     |
| 1967  | Willie Mays (11)      | Giants de San Francisco       | Paul Blair (1)                     | Orioles de Baltimore                  |
| 1968  | Roberto Clemente (8)  | Pirates de Pittsburgh         | Carl Yastrzemski (4)               | Red Sox de Boston                     |
| 1968  | Curt Flood (6)        | Cardinals de Saint-Louis      | Mickey Stanley (1)                 | Tigers de Détroit                     |
| 1968  | Willie Mays (12)      | Giants de San Francisco       | Reggie Smith (en)                  | Red Sox de Boston                     |
| 1969  | Roberto Clemente (9)  | Pirates de Pittsburgh         | Carl Yastrzemski (5)               | Red Sox de Boston                     |
| 1969  | Curt Flood (7)        | Cardinals de Saint-Louis      | Mickey Stanley (2)                 | Tigers de Détroit                     |
| 1969  | Pete Rose (1)         | Reds de Cincinnati            | Paul Blair (2)                     | Orioles de Baltimore                  |
| 1970  | Roberto Clemente (10) | Pirates de Pittsburgh         | Ken Berry (1)                      | White Sox de Chicago                  |
| 1970  | Tommie Agee (2)       | Mets de New York              | Mickey Stanley (3)                 | Tigers de Détroit                     |
| 1970  | Pete Rose (2)         | Reds de Cincinnati            | Paul Blair (3)                     | Orioles de Baltimore                  |
| 1971  | Roberto Clemente (11) | Pirates de Pittsburgh         | Amos Otis (1)                      | Royals de Kansas City                 |
| 1971  | Bobby Bonds (1)       | Giants de San Francisco       | Carl Yastrzemski (6)               | Red Sox de Boston                     |
| 1971  | Willie Davis (1)      | Dodgers de Los Angeles        | Paul Blair (4)                     | Orioles de Baltimore                  |
| 1972  | Roberto Clemente (12) | Pirates de Pittsburgh         | Bobby Murcer                       | Yankees de New York                   |
| 1972  | César Cedeño (1)      | Astros de Houston             | Ken Berry (2)                      | Angels de la Californie               |
| 1972  | Willie Davis (2)      | Dodgers de Los Angeles        | Paul Blair (5)                     | Orioles de Baltimore                  |
| 1973  | Bobby Bonds (2)       | Giants de San Francisco       | Mickey Stanley (4)                 | Tigers de Détroit                     |
| 1973  | César Cedeño (2)      | Astros de Houston             | Amos Otis (2)                      | Royals de Kansas City                 |
| 1973  | Willie Davis (3)      | Dodgers de Los Angeles        | Paul Blair (6)                     | Orioles de Baltimore                  |
| 1974  | Bobby Bonds (3)       | Giants de San Francisco       | Amos Otis (3)                      | Royals de Kansas City                 |
| 1974  | César Cedeño (3)      | Astros de Houston             | Joe Rudi (1)                       | Athletics d'Oakland                   |
| 1974  | César Gerónimo (1)    | Reds de Cincinnati            | Paul Blair (7)                     | Orioles de Baltimore                  |
| 1975  | Garry Maddox (1)      | San Francisco et Philadelphie | Fred Lynn (1)                      | Red Sox de Boston                     |
| 1975  | César Cedeño (4)      | Astros de Houston             | Joe Rudi (2)                       | Athletics d'Oakland                   |
| 1975  | César Gerónimo (2)    | Reds de Cincinnati            | Paul Blair (8)                     | Orioles de Baltimore                  |
| 1976  | Garry Maddox (2)      | Phillies de Philadelphie      | Dwight Evans (1)                   | Red Sox de Boston                     |
| 1976  | César Cedeño (5)      | Astros de Houston             | Joe Rudi (3)                       | Athletics d'Oakland                   |
| 1976  | César Gerónimo (3)    | Reds de Cincinnati            | Rick Manning                       | Indians de Cleveland                  |
| 1977  | Garry Maddox (3)      | Phillies de Philadelphie      | Al Cowens                          | Royals de Kansas City                 |
| 1977  | Dave Parker (1)       | Pirates de Pittsburgh         | Carl Yastrzemski (7)               | Red Sox de Boston                     |
| 1977  | César Gerónimo (4)    | Reds de Cincinnati            | Juan Beníquez                      | Rangers du Texas                      |
| 1978  | Garry Maddox (4)      | Phillies de Philadelphie      | Dwight Evans (2)                   | Red Sox de Boston                     |
| 1978  | Dave Parker (2)       | Pirates de Pittsburgh         | Fred Lynn (2)                      | Red Sox de Boston                     |
| 1978  | Ellis Valentine       | Expos de Montréal             | Rick Miller                        | Angels de la Californie               |
| 1979  | Garry Maddox (5)      | Phillies de Philadelphie      | Dwight Evans (3)                   | Red Sox de Boston                     |
| 1979  | Dave Parker (3)       | Pirates de Pittsburgh         | Fred Lynn (3)                      | Red Sox de Boston                     |
| 1979  | Dave Winfield (1)     | Padres de San Diego           | Sixto Lezcano                      | Brewers de Milwaukee                  |
| 1980  | Garry Maddox (6)      | Phillies de Philadelphie      | Dwayne Murphy (1)                  | Athletics d'Oakland                   |
| 1980  | Andre Dawson (1)      | Expos de Montréal             | Fred Lynn (4)                      | Red Sox de Boston                     |
| 1980  | Dave Winfield (2)     | Padres de San Diego           | Willie Wilson                      | Royals de Kansas City                 |
| 1981  | Garry Maddox (7)      | Phillies de Philadelphie      | Dwayne Murphy (2)                  | Athletics d'Oakland                   |
| 1981  | Andre Dawson (2)      | Expos de Montréal             | Dwight Evans (4)                   | Red Sox de Boston                     |
| 1981  | Dusty Baker           | Dodgers de Los Angeles        | Rickey Henderson                   | Athletics d'Oakland                   |
| 1982  | Garry Maddox (8)      | Phillies de Philadelphie      | Dave Winfield (3)                  | Yankees de New York                   |
| 1982  | Andre Dawson (3)      | Expos de Montréal             | Dwayne Murphy (3)                  | Athletics d'Oakland                   |
| 1982  | Dale Murphy (1)       | Braves d'Atlanta              | Dwight Evans (5)                   | Red Sox de Boston                     |
| 1983  | Willie McGee (1)      | Cardinals de Saint-Louis      | Dave Winfield (4)                  | Yankees de New York                   |
| 1983  | Andre Dawson (4)      | Expos de Montréal             | Dwayne Murphy (4)                  | Athletics d'Oakland                   |
| 1983  | Dale Murphy (2)       | Braves d'Atlanta              | Dwight Evans (6)                   | Red Sox de Boston                     |
| 1984  | Bob Dernier           | Cubs de Chicago               | Dave Winfield (5)                  | Yankees de New York                   |
| 1984  | Dale Murphy (3)       | Braves d'Atlanta              | Dwayne Murphy (5)                  | Athletics d'Oakland                   |
| 1984  | Andre Dawson (5)      | Expos de Montréal             | Dwight Evans (7)                   | Red Sox de Boston                     |
| 1985  | Willie McGee (2)      | Cardinals de Saint-Louis      | Dave Winfield (6)                  | Yankees de New York                   |
| 1985  | Dale Murphy (4)       | Braves d'Atlanta              | Dwayne Murphy (6) Dwight Evans (8) | Athletics d'Oakland Red Sox de Boston |
| 1985  | Andre Dawson (6)      | Expos de Montréal             | Gary Pettis (1)                    | Angels de la Californie               |
| 1986  | Willie McGee (3)      | Cardinals de Saint-Louis      | Gary Pettis (2)                    | Angels de la Californie               |
| 1986  | Dale Murphy (5)       | Braves d'Atlanta              | Jesse Barfield (1)                 | Blue Jays de Toronto                  |
| 1986  | Tony Gwynn (1)        | Padres de San Diego           | Kirby Puckett (1)                  | Twins du Minnesota                    |
| 1987  | Andre Dawson (7)      | Cubs de Chicago               | Dave Winfield (7)                  | Yankees de New York                   |
| 1987  | Eric Davis (1)        | Reds de Cincinnati            | Jesse Barfield (2)                 | Blue Jays de Toronto                  |
| 1987  | Tony Gwynn (2)        | Padres de San Diego           | Kirby Puckett (2)                  | Twins du Minnesota                    |
| 1988  | Andre Dawson (8)      | Cubs de Chicago               | Devon White (1)                    | Angels de la Californie               |
| 1988  | Eric Davis (2)        | Reds de Cincinnati            | Gary Pettis (3)                    | Tigers de Détroit                     |
| 1988  | Andy Van Slyke (1)    | Pirates de Pittsburgh         | Kirby Puckett (3)                  | Twins du Minnesota                    |
| 1989  | Eric Davis (3)        | Reds de Cincinnati            | Devon White (2)                    | Angels de la Californie               |
| 1989  | Andy Van Slyke (2)    | Pirates de Pittsburgh         | Gary Pettis (4)                    | Tigers de Détroit                     |
| 1989  | Tony Gwynn (3)        | Padres de San Diego           | Kirby Puckett (4)                  | Twins du Minnesota                    |
| 1990  | Barry Bonds (1)       | Pirates de Pittsburgh         | Ellis Burks                        | Red Sox de Boston                     |
| 1990  | Andy Van Slyke (3)    | Pirates de Pittsburgh         | Gary Pettis (5)                    | Tigers de Détroit                     |
| 1990  | Tony Gwynn (4)        | Padres de San Diego           | Ken Griffey, Jr. (1)               | Mariners de Seattle                   |
| 1991  | Barry Bonds (2)       | Pirates de Pittsburgh         | Devon White (3)                    | Blue Jays de Toronto                  |
| 1991  | Andy Van Slyke (4)    | Pirates de Pittsburgh         | Ken Griffey, Jr. (2)               | Mariners de Seattle                   |
| 1991  | Tony Gwynn (5)        | Padres de San Diego           | Kirby Puckett (5)                  | Twins du Minnesota                    |
| 1992  | Barry Bonds (3)       | Pirates de Pittsburgh         | Devon White (4)                    | Blue Jays de Toronto                  |
| 1992  | Andy Van Slyke (5)    | Pirates de Pittsburgh         | Ken Griffey, Jr. (3)               | Mariners de Seattle                   |
| 1992  | Larry Walker (1)      | Expos de Montréal             | Kirby Puckett (6)                  | Twins du Minnesota                    |
| 1993  | Barry Bonds (4)       | Giants de San Francisco       | Devon White (5)                    | Blue Jays de Toronto                  |
| 1993  | Larry Walker (2)      | Expos de Montréal             | Ken Griffey, Jr. (4)               | Mariners de Seattle                   |
| 1993  | Marquis Grissom (1)   | Expos de Montréal             | Kenny Lofton (1)                   | Indians de Cleveland                  |
| 1994  | Barry Bonds (5)       | Giants de San Francisco       | Devon White (6)                    | Blue Jays de Toronto                  |
| 1994  | Darren Lewis          | Giants de San Francisco       | Ken Griffey, Jr. (5)               | Mariners de Seattle                   |
| 1994  | Marquis Grissom (2)   | Expos de Montréal             | Kenny Lofton (2)                   | Indians de Cleveland                  |
| 1995  | Marquis Grissom (3)   | Braves d'Atlanta              | Devon White (7)                    | Blue Jays de Toronto                  |
| 1995  | Raúl Mondesí (1)      | Dodgers de Los Angeles        | Ken Griffey, Jr. (6)               | Mariners de Seattle                   |
| 1995  | Steve Finley (1)      | Padres de San Diego           | Kenny Lofton (3)                   | Indians de Cleveland                  |
| 1996  | Barry Bonds (6)       | Giants de San Francisco       | Jay Buhner                         | Mariners de Seattle                   |
| 1996  | Marquis Grissom (4)   | Braves d'Atlanta              | Ken Griffey, Jr. (7)               | Mariners de Seattle                   |
| 1996  | Steve Finley (2)      | Padres de San Diego           | Kenny Lofton (4)                   | Indians de Cleveland                  |
| 1997  | Barry Bonds (7)       | Giants de San Francisco       | Bernie Williams (1)                | Yankees de New York                   |
| 1997  | Larry Walker (3)      | Rockies du Colorado           | Jim Edmonds (1)                    | Angels d'Anaheim                      |
| 1997  | Raúl Mondesí (2)      | Dodgers de Los Angeles        | Ken Griffey, Jr. (8)               | Mariners de Seattle                   |
| 1998  | Andruw Jones (1)      | Braves d'Atlanta              | Bernie Williams (2)                | Yankees de New York                   |
| 1998  | Barry Bonds (8)       | Giants de San Francisco       | Jim Edmonds (2)                    | Angels d'Anaheim                      |
| 1998  | Larry Walker (4)      | Rockies du Colorado           | Ken Griffey, Jr. (9)               | Mariners de Seattle                   |
| 1999  | Andruw Jones (2)      | Braves d'Atlanta              | Bernie Williams (3)                | Yankees de New York                   |
| 1999  | Larry Walker (5)      | Rockies du Colorado           | Ken Griffey, Jr. (10)              | Mariners de Seattle                   |
| 1999  | Steve Finley (3)      | Diamondbacks de l'Arizona     | Shawn Green                        | Blue Jays de Toronto                  |
| 2000  | Andruw Jones (3)      | Braves d'Atlanta              | Bernie Williams (4)                | Yankees de New York                   |
| 2000  | Jim Edmonds (3)       | Cardinals de Saint-Louis      | Darin Erstad (1)                   | Angels d'Anaheim                      |
| 2000  | Steve Finley (4)      | Diamondbacks de l'Arizona     | Jermaine Dye                       | Royals de Kansas City                 |
| 2001  | Andruw Jones (4)      | Braves d'Atlanta              | Ichiro Suzuki (1)                  | Mariners de Seattle                   |
| 2001  | Jim Edmonds (4)       | Cardinals de Saint-Louis      | Mike Cameron (1)                   | Mariners de Seattle                   |
| 2001  | Larry Walker (6)      | Rockies du Colorado           | Torii Hunter (1)                   | Twins du Minnesota                    |
| 2002  | Andruw Jones (5)      | Braves d'Atlanta              | Ichiro Suzuki (2)                  | Mariners de Seattle                   |
| 2002  | Jim Edmonds (5)       | Cardinals de Saint-Louis      | Darin Erstad (2)                   | Angels d'Anaheim                      |
| 2002  | Larry Walker (7)      | Rockies du Colorado           | Torii Hunter (2)                   | Twins du Minnesota                    |
| 2003  | Andruw Jones (6)      | Braves d'Atlanta              | Ichiro Suzuki (3)                  | Mariners de Seattle                   |
| 2003  | Jim Edmonds (6)       | Cardinals de Saint-Louis      | Mike Cameron (2)                   | Mariners de Seattle                   |
| 2003  | José Cruz, Jr.        | Giants de San Francisco       | Torii Hunter (3)                   | Twins du Minnesota                    |
| 2004  | Andruw Jones (7)      | Braves d'Atlanta              | Ichiro Suzuki (4)                  | Mariners de Seattle                   |
| 2004  | Jim Edmonds (7)       | Cardinals de Saint-Louis      | Torii Hunter (4)                   | Twins du Minnesota                    |
| 2004  | Steve Finley (5)      | Arizona et Los Angeles        | Vernon Wells (1)                   | Blue Jays de Toronto                  |
| 2005  | Andruw Jones (8)      | Braves d'Atlanta              | Ichiro Suzuki (5)                  | Mariners de Seattle                   |
| 2005  | Bobby Abreu           | Phillies de Philadelphie      | Torii Hunter (5)                   | Twins du Minnesota                    |
| 2005  | Jim Edmonds (8)       | Cardinals de Saint-Louis      | Vernon Wells (2)                   | Blue Jays de Toronto                  |
| 2006  | Andruw Jones (9)      | Braves d'Atlanta              | Ichiro Suzuki (6)                  | Mariners de Seattle                   |
| 2006  | Carlos Beltrán (1)    | Mets de New York              | Torii Hunter (6)                   | Twins du Minnesota                    |
| 2006  | Mike Cameron (3)      | Padres de San Diego           | Vernon Wells (3)                   | Blue Jays de Toronto                  |
| 2007  | Andruw Jones (10)     | Braves d'Atlanta              | Ichiro Suzuki (7)                  | Mariners de Seattle                   |
| 2007  | Carlos Beltrán (2)    | Mets de New York              | Grady Sizemore (1)                 | Indians de Cleveland                  |
| 2007  | Jeff Francoeur        | Braves d'Atlanta              | Torii Hunter (7)                   | Twins du Minnesota                    |
| 2008  | Carlos Beltrán (3)    | Mets de New York              | Ichiro Suzuki (8)                  | Mariners de Seattle                   |
| 2008  | Nate McLouth          | Pirates de Pittsburgh         | Grady Sizemore (2)                 | Indians de Cleveland                  |
| 2008  | Shane Victorino (1)   | Phillies de Philadelphie      | Torii Hunter (8)                   | Twins du Minnesota                    |
| 2009  | Matt Kemp (1)         | Dodgers de Los Angeles        | Ichiro Suzuki (9)                  | Mariners de Seattle                   |
| 2009  | Michael Bourn (1)     | Astros de Houston             | Adam Jones (1)                     | Orioles de Baltimore                  |
| 2009  | Shane Victorino (2)   | Phillies de Philadelphie      | Torii Hunter (9)                   | Twins du Minnesota                    |
| 2010  | Carlos González (1)   | Rockies du Colorado           | Ichiro Suzuki (10)                 | Mariners de Seattle                   |
| 2010  | Michael Bourn (2)     | Astros de Houston             | Carl Crawford                      | Rays de Tampa Bay                     |
| 2010  | Shane Victorino (3)   | Phillies de Philadelphie      | Franklin Gutiérrez                 | Mariners de Seattle                   |

### Depuis 2011
À partir de 2011, et pour la première fois depuis 1960, un Gant doré est dans chaque ligue (Nationale ou Américaine) décerné au joueur jugé le meilleur au champ gauche, au champ centre et au champ droit.

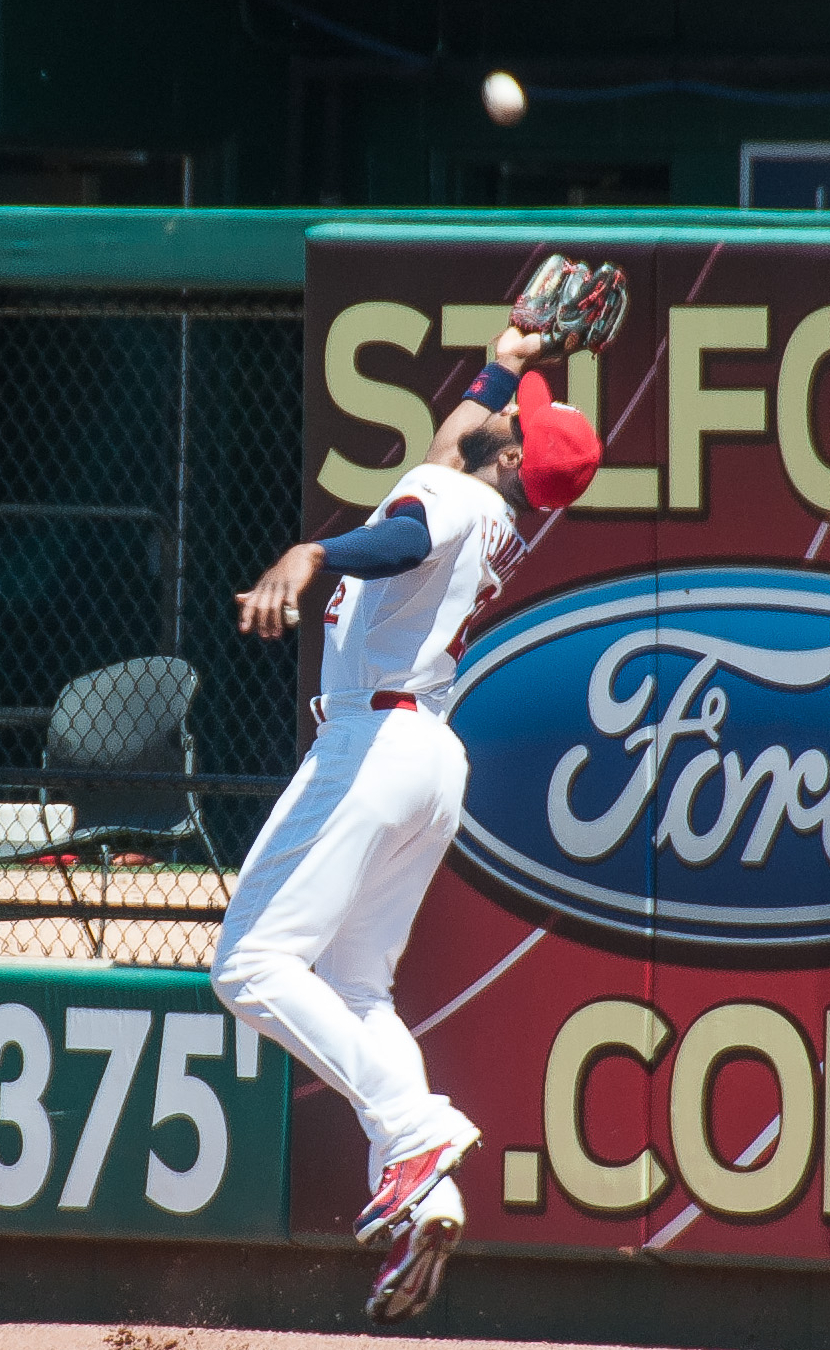
Jason Heyward en action au champ droit pour les Cardinals de Saint-Louis en 2015.

| Année | Champ  | Ligue nationale     | Équipe (s)                | Ligue américaine    | Équipe (s)            |
| ----- | ------ | ------------------- | ------------------------- | ------------------- | --------------------- |
| 2011  | Gauche | Gerardo Parra (1)   | Diamondbacks de l'Arizona | Alex Gordon (1)     | Royals de Kansas City |
| 2011  | Centre | Matt Kemp (2)       | Dodgers de Los Angeles    | Jacoby Ellsbury     | Red Sox de Boston     |
| 2011  | Droit  | Andre Ethier        | Dodgers de Los Angeles    | Nick Markakis (1)   | Orioles de Baltimore  |
| 2012  | Gauche | Carlos González (2) | Rockies du Colorado       | Alex Gordon (2)     | Royals de Kansas City |
| 2012  | Centre | Andrew McCutchen    | Pirates de Pittsburgh     | Adam Jones (2)      | Orioles de Baltimore  |
| 2012  | Droit  | Jason Heyward (1)   | Braves d'Atlanta          | Josh Reddick        | Athletics d'Oakland   |
| 2013  | Gauche | Carlos González (3) | Rockies du Colorado       | Alex Gordon (3)     | Royals de Kansas City |
| 2013  | Centre | Carlos Gómez        | Brewers de Milwaukee      | Adam Jones (3)      | Orioles de Baltimore  |
| 2013  | Droit  | Gerardo Parra (2)   | Diamondbacks de l'Arizona | Shane Victorino (4) | Red Sox de Boston     |
| 2014  | Gauche | Christian Yelich    | Marlins de Miami          | Alex Gordon (4)     | Royals de Kansas City |
| 2014  | Centre | Juan Lagares        | Mets de New York          | Adam Jones (4)      | Orioles de Baltimore  |
| 2014  | Droit  | Jason Heyward (2)   | Braves d'Atlanta          | Nick Markakis (2)   | Orioles de Baltimore  |
| 2015  | Gauche | Starling Marte (1)  | Pirates de Pittsburgh     | Yoenis Céspedes     | Tigers de Détroit     |
| 2015  | Centre | A. J. Pollock       | Diamondbacks de l'Arizona | Kevin Kiermaier (1) | Rays de Tampa Bay     |
| 2015  | Droit  | Jason Heyward (3)   | Cardinals de Saint-Louis  | Kole Calhoun        | Angels de Los Angeles |
| 2016  | Gauche | Starling Marte (2)  | Pirates de Pittsburgh     | Brett Gardner       | Yankees de New York   |
| 2016  | Centre | Ender Inciarte (1)  | Braves d'Atlanta          | Kevin Kiermaier (2) | Rays de Tampa Bay     |
| 2016  | Droit  | Jason Heyward (4)   | Cubs de Chicago           | Mookie Betts (1)    | Red Sox de Boston     |
| 2017  | Gauche | Marcell Ozuna       | Marlins de Miami          | Alex Gordon (5)     | Royals de Kansas City |
| 2017  | Centre | Ender Inciarte (2)  | Braves d'Atlanta          | Byron Buxton        | Twins du Minnesota    |
| 2017  | Droit  | Jason Heyward (5)   | Cubs de Chicago           | Mookie Betts (2)    | Red Sox de Boston     |
| 2018  | Gauche | Corey Dickerson     | Pirates de Pittsburgh     | Alex Gordon (6)     | Royals de Kansas City |
| 2018  | Centre | Ender Inciarte (3)  | Braves d'Atlanta          | Jackie Bradley, Jr. | Red Sox de Boston     |
| 2018  | Droit  | Nick Markakis       | Braves d'Atlanta          | Mookie Betts (3)    | Red Sox de Boston     |
| 2019  | Gauche | David Peralta       | Diamondbacks de l'Arizona | Alex Gordon (7)     | Royals de Kansas City |
| 2019  | Centre | Lorenzo Cain        | Brewers de Milwaukee      | Kevin Kiermaier (3) | Rays de Tampa Bay     |
| 2019  | Droit  | Cody Bellinger      | Dodgers de Los Angeles    | Mookie Betts (4)    | Red Sox de Boston     |
| 2020  | Gauche | Tyler O'Neill       | Cardinals de Saint-Louis  | Alex Gordon (8)     | Royals de Kansas City |
| 2020  | Centre | Trent Grisham       | Padres de San Diego       | Luis Robert         | Indians de Cleveland  |
| 2020  | Droit  | Mookie Betts (5)    | Dodgers de Los Angeles    | Joey Gallo          | Rangers du Texas      |

## Gagnants les plus fréquents
Toutes positions au champ extérieur confondues. Mis à jour après la saison 2020.
| - Total des Ligues majeures - Roberto Clemente : 12, tous dans la Ligue nationale - Willie Mays : 12, tous dans la Ligue nationale - Al Kaline : 10, tous dans la Ligue américaine - Andruw Jones : 10, tous dans la Ligue nationale - Ichiro Suzuki : 10, tous dans la Ligue américaine - Ken Griffey, Jr. : 10, tous dans la Ligue américaine - Torii Hunter : 9, tous dans la Ligue américaine - Alex Gordon : 8, tous dans la Ligue américaine - Andre Dawson : 8, tous dans la Ligue nationale - Barry Bonds : 8, tous dans la Ligue nationale - Dwight Evans : 8, tous dans la Ligue américaine - Garry Maddox : 8, tous dans la Ligue nationale - Jim Edmonds : 8, dont 6 dans la Ligue nationale - Paul Blair : 8, tous dans la Ligue américaine |  | - Ligue nationale - Roberto Clemente : 12 - Willie Mays : 12 - Andruw Jones : 10 - Barry Bonds : 8 - Andre Dawson : 8 - Garry Maddox : 8 - Curt Flood : 7 - Larry Walker : 7 |  | - Ligue américaine - Ken Griffey, Jr. : 10 - Al Kaline : 10 - Ichiro Suzuki : 10 - Torii Hunter : 9 - Paul Blair : 8 - Dwight Evans : 8 - Alex Gordon : 8 - Devon White : 7 - Carl Yastrzemski : 7 |